# CCDC43
CCDC43 (англ. Coiled-coil domain containing 43) – білок, який кодується однойменним геном, розташованим у людей на 17-й хромосомі. Довжина поліпептидного ланцюга білка становить 224 амінокислот, а молекулярна маса — 25 248.
| 10         |  | 20         |  | 30         |  | 40         |  | 50         |
| ---------- |  | ---------- |  | ---------- |  | ---------- |  | ---------- |
| MAAPSEVAAI |  | APGEGDGGGG |  | GFGSWLDGRL |  | EALGVDRAVY |  | GAYILGILQE |
| EEEEEKLDAL |  | QGILSAFLEE |  | DSLLNICKEI |  | VERWSETQNV |  | VTKVKKEDEV |
| QAIATLIEKQ |  | AQIVVKPRMV |  | SEEEKQRKAA |  | LLAQYADVTD |  | EEDEADEKDD |
| SGATTMNIGS |  | DKLLFRNTNV |  | EDVLNARKLE |  | RDSLRDESQR |  | KKEQDKLQRE |
| RDKLAKQERK |  | EKEKKRTQRG |  | ERKR       |  |            |  |            |

A: Аланін

C: Цистеїн

D: Аспарагінова кислота

E: Глутамінова кислота

F: Фенілаланін

G: Гліцин

I: Ізолейцин

K: Лізин

L: Лейцин

M: Метіонін

N: Аспарагін

P: Пролін

Q: Глутамін

R: Аргінін

S: Серин

T: Треонін

V: Валін

W: Триптофан

Кодований геном білок за функцією належить до фосфопротеїнів. 
Задіяний у такому біологічному процесі, як альтернативний сплайсинг. 